# William Murray (écrivain)
Ne doit pas être confondu avec William Murray (homonymie).
Pour les articles homonymes, voir William Murray (homonymie) et Murray.
William Murray, né le 8 avril 1926 à New York dans l'état de New York, aux États-Unis, et mort le 9 mars 2005 dans la même ville, est un écrivain américain, auteur de plusieurs romans policiers et de différents essais.

## Biographie
Fils de William Murray, directeur artistique de la branche new-yorkaise de l'agence William Morris Agency, et de Natalia Danesi Murray, ancienne actrice, journaliste, éditrice et directrice de la maison d'édition italienne Arnoldo Mondadori, il naît en 1926 à New York. Ses parents divorcent en 1936 et il vit avec sa mère, qui s'installe ensuite avec la journaliste Janet Flanner.
Après une année d'études à l'université Harvard, il passe cinq années en Italie à étudier la musique classique. De retour aux États-Unis, il travaille comme rédacteur et éditorialiste pour le magazine The New Yorker pendant plus de trente ans.
Il commence une carrière d'écrivain en 1956 avec le roman The Fugitive Romans. Il publie par la suite des romans policiers et des essais sur l'Italie, le monde des courses hippiques et la ville de New York. Il aide également le faussaire et peintre Francis Lagrange à publier ses mémoires lors de son passage aux États-Unis au début des années 1960 et consacre un ouvrage à l'opéra lyrique de Chicago en 2005. En 1985, il ouvre avec le roman Tip on a Dead Crab une série policière consacré aux aventures du prestidigitateur Shifty Lou Anderson et son acolyte Jay Fox. En France, il compte deux traductions, l'une dans la collection Super noire en 1978, l'autre dans la collection Polar U.S.A. en 1990.
En 2000, il publie l'ouvrage Janet, my mother, and me : A Memoir of Growing Up with Janet Flanner and Natalia Danesi Murray en hommage à la relation entre sa mère et Janet Flanner,.

## Œuvre

### SérieShifty Lou Anderson
1. Tip on a Dead Crab (1985)
2. The Hard Knocker's Luck (1985)
3. When the Fat Man Sings (1987) Publié en français sous le titre Les Jeux sont faits, traduction de Jean Esch, Paris, Éditions Gérard de Villiers, coll. « Polar U.S.A. » no 19, 1989
4. The King of the Nightcap (1989)
5. The Getaway Blues (1990)
6. I'm Getting Killed Right Here (1991)
7. We're Off to See the Killer (1993)
8. Now You See Her, Now You Don't (1995)
9. A Fine Italian Hand (1996)

### Autre roman
- The Fugitive Romans (1956)
- Best Seller (1958)
- The Sweet Ride (1967)
- The Americano (1968)
- The Killing Touch (1974)
- The Mouth of the Wolf (1977) Publié en français sous le titre Kidnapping à la romaine , traduction de Jean-Michel Alamagny, Paris, Éditions Gallimard, coll. « Super noire » no 99, 1978
- Malibu (1980)
- The Myrmidon Project (1981) (avec Chuck Scarborough (en))
- The Self-Starting Wheel (1990)
- Dead Heat (2005)

### Essais
- Flag on Devil's Island (1961) (avec Francis Lagrange)
- Adventures In the People Business (1966)
- Previews of Coming Attractions (1970)
- The Dream Girls (1972)
- Horse Fever (1976)
- Italy (1982)
- The Last Italian (1991)
- The Wrong Horse (1992)
- The Right Horse (1997)
- Janet, My Mother, and Me (2000)
- City of the Soul (2003)
- Fortissimo (2005)